# 横田ひかる
横田 ひかる（よこた ひかる、1995年8月5日 - ）は、日本の女性ファッションモデル、女優。埼玉県出身。所属事務所はORIGINAL。

## 人物
2023年12月19日、モデルのローズとの結婚をインスタグラムで発表。2025年2月に第1子を出産した。

## 作品

### 写真集
- HIKARU 1st（2018年8月17日、トランスワールドジャパン株式会社）ISBN 978-4862562432

### 雑誌
- CHOKi CHOKi girls（株式会社内外出版社）元専属モデル
- Soup.
- SHe
- SEDA
- CanCam
- MERY
- Zipper

### カタログ
- GRL
- RyuRyu
- PAGEBOY

### 広告
- WEGO
- しまむら
- 華小町
- 伊勢半「ヘビーローテーション」イメージキャラクター
- FURyu プリントシール機「winc2」イメージモデル
- ルミネエスト イメージキャラクター
- ジョンソン・エンド・ジョンソン「ワンデー アキュビュー®︎ ディファイン®︎ モイスト®︎〈フレッシュ シリーズ〉」イメージキャラクター

### イベント
- PR モテマスカラOne （2015年）
- TOKYO GIRLS COLLECTION
- TOKYO GIRLS MUSIC FES 2018
- KOBE COLLECTION
- 写RUNです
- OLYNMPUS CP+CAMERA&PHOTO IMAGINE SHOW

### 映画
- 「CALENDER FILMS」 亜紀役
- 「夢の続きは物語の外で」富永梨々花役
- 「goesby」朱音役
- 「LOCAL RULE」サン役

### ミュージックビデオ
- 佐香智久 (ソニーミュージック所属)「少年とロボット」（2014年）
- lol「girlfriend」
- indigo la End「ほころびごっこ」（2018年）[6]